# Isabel Mackensen

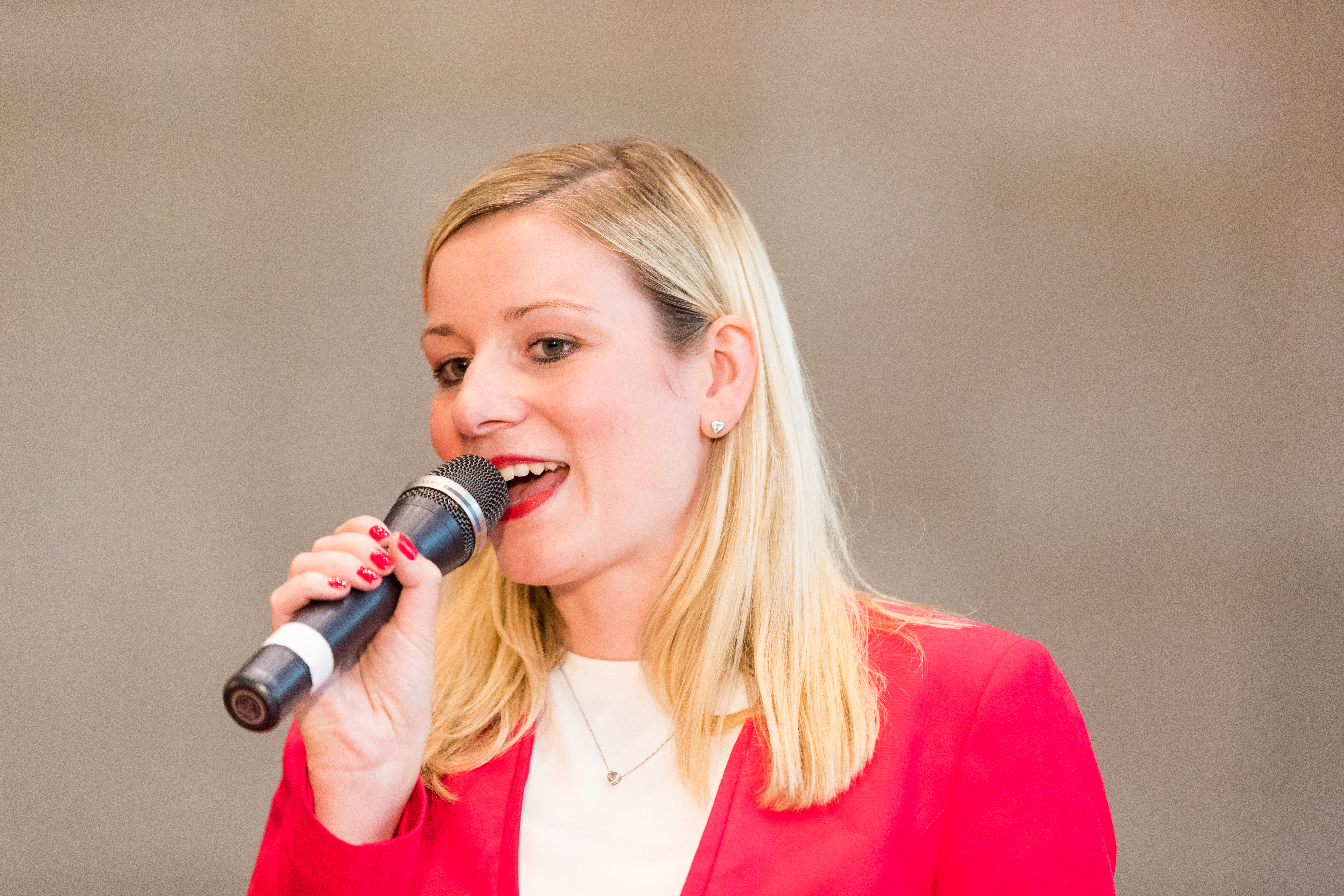
Mackensen atua como política há mais de 10 anos.

Isabel Mackensen (nascida em 29 de setembro de 1986) é uma política alemã do SPD. Ela é membro do Bundestag, o parlamento alemão, desde 2 de julho de 2019.

## Infância e educação
Mackensen nasceu em Schwetzingen e cresceu em Niederkirchen bei Deidesheim (onde ela ainda tem a sua casa). Depois de passar o seu Abitur em 2006 no Kurfürst-Ruprecht-Gymnasium (escola secundária) em Neustadt an der Weinstraße, ela estudou ciência política e história na Universidade de Trier, graduando-se com um mestrado em 2012.

## Carreira política
Mackensen tornou-se membro do SPD em 2009 e foi presidente da seção regional do Palatinado dos Jovens Socialistas no SPD de 2013 a 2017. Em 2019, ela foi eleita membro do conselho distrital de Bad Dürkheim.
Na eleição federal alemã de 2017, Mackensen foi a candidata do SPD para o distrito de Neustadt-Speyer e ficou em segundo lugar com 25,3% dos votos. Mackensen tornou-se membro do Bundestag através da sua lista partidária depois de Katarina Barley, tendo sido eleita para o Parlamento Europeu, ter renunciado ao seu assento no parlamento alemão. Desde então, ela tem servido no Comité de Alimentos e Agricultura.
 